# Људи (Звездане стазе)
Људи у универзуму Звезданих стаза су једна од врста која иде на интерпланетарна путовања. Људи су и једни од оснивача Уједињене Федерације Планета.
У 21. вијеку дошло је до немира, социјалних промјена и на крају Трећег светског рата. Овај период историје завршен је када је Зефрам Кокрејн изумео ворп погон. Први пут у контакт са Вулканцима људи су ступили 2063. 
У 22. вијеку људи су на бродовима као што је Ентерпрајз ступили у непријатељски однос са Сулибанцима и Ксиндима, али и у не баш тако пријатељски однос са Клингонцима. Такође, у истом вијеку, људи су започели нуклеарни рат са Ромуланцима, који се завршио преговорима и стварањем Ромуланске неутралне зоне.